# Homosexualität in Armenien

Geografische Lage von Armenien

Homosexualität wird in Armenien in Teilen der Gesellschaft tabuisiert.

## Legalität
Homosexuelle Handlungen sind in Armenien seit 2003 legal. Antidiskriminierungsgesetze zum Schutz der sexuellen Orientierung bestehen in Armenien nicht.

## Anerkennung gleichgeschlechtlicher Paare
Es gibt weder eine Anerkennung von gleichgeschlechtlichen Ehen noch sind Eingetragene Partnerschaften erlaubt.

## Gesellschaftliche Situation
Eine LGBT-Gemeinschaft gibt es nur in kleinem Umfang in der Hauptstadt Jerewan. LGBT-Organisationen wie Pinkarmenia oder Menq/WFCE setzen sich für die Rechte homosexueller Menschen in Armenien ein.
2011 gaben in einer Studie 97 % der befragten Armenier an, dass sie Homosexualität ablehnen.
Aufgrund der eher schwierigen Situation wolle einer Studie der armenischen LGBT-Organisation PINK Armenia zufolge der Großteil der LGBT-Gemeinschaft dauerhaft auswandern, um im Ausland ein offeneres Leben führen zu können. Zwischen 2011 und 2013 emigrierten deshalb etwa 6000 Personen, häufig würde dann im Zielland ein Asylantrag gestellt.
Am 8. April 2019 fanden in der Armenischen Nationalversammlung öffentliche Anhörungen zum Thema „Nationale Agenda der Menschenrechte – UN-Überwachung“ statt. Unter den eingeladenen Vertretern der zivilgesellschaftlichen Institutionen befand sich auch Lilit Martirosjan, eine Transgender-Frau und Vorsitzende der LGBTIQ-Organisation „Partei des Rechtes“. Als sie zum ersten Mal in der Geschichte des armenischen Parlaments die Möglichkeit bekam, auf der Tribüne eine Rede zu halten und über die Probleme der unterdrückten LGBT-Gemeinschaft in Armenien zu berichten, wurde sie von der Vorsitzenden des Menschenrechtsausschusses, der Parteivorsitzenden von Blühendes Armenien Naira Sohrabjan, verbal angegriffen und aus dem Plenarsaal gewiesen. Martirosjans Auftritt löste daraufhin Empörung unter den Abgeordneten aus, einige von ihnen begrüßten Sohrabjans Verhalten.